# Nathan Redmond
Nathan Daniel Jerome Redmond, född 6 mars 1994, är en engelsk fotbollsspelare som spelar för Burnley i EFL Championship. Han har även representerat Englands U16, U17, U18, U19, U20 och U21-landslag.

## Karriär
Den 8 september 2022 värvades Redmond av turkiska Beşiktaş.
Den 21 juli 2023 återvände Redmond till England och skrev på ett tvåårskontrakt med Burnley med option på ytterligare ett år.